# 85-й гвардейский истребительный авиационный полк
85-й гвардейский истребительный авиационный Севастопольский Краснознамённый ордена Богдана Хмельницкого полк (85-й гв. иап) — воинская часть Военно-Воздушных сил (ВВС) Вооружённых Сил РККА, принимавшая участие в боевых действиях Великой Отечественной войны, вошедшая в состав ВВС Украины.

## Наименования полка
- 2-й истребительный авиационный полк;
- 2-й истребительный авиационный полк ПВО;
- 85-й гвардейский истребительный авиационный полк;
- 85-й гвардейский истребительный авиационный Севастопольский полк;
- 85-й гвардейский истребительный авиационный Севастопольский ордена Богдана Хмельницкого полк;
- 85-й гвардейский истребительный авиационный Севастопольский Краснознамённый ордена Богдана Хмельницкого истребительный авиационный полк;
- полевая почта 06904, позже 57720.

|  | Як-9 | Як-7 |

## Создание полка
85-й гвардейский истребительный авиационный полк образован 18 марта 1943 года путём преобразования из 2-го истребительного авиационного полка в гвардейский за образцовое выполнение боевых задач и проявленные при этом мужество
и героизм на основании Приказа НКО СССР.

## Расформирование полка
- в 1991 году (15.07.1991 г.) выведен из состава 6-й гвардейской иад 16-й ВА Западной группы войск на Украину (аэр. Староконстантинов), где слит с ранее базировавшимся там 168-м иап в единый 85-й гв. иап
- в январе 1992 г. вошёл в состав ВВС Украины
- 85-й гвардейский истребительный авиационный Севастопольский Краснознамённый ордена Богдана Хмельницкого полк в ходе проводимой реформы был расформирован в составе ВВС Украины в октябре 2003 года.

## В действующей армии
В составе действующей армии:
- с 18 марта 1943 года по 12 мая 1944 года, всего 421 день
- с 14 июля 1944 года по 11 мая 1945 года, всего 301 день

Итого — 722 дня

## Командиры полка
- майор Пузейкин Владимир Васильевич[3], 13.05.1938 — 1941
- полковник Грисенко Александр Иванович[3], 06.1941 — 05.09.1942
- батальонный комиссар, подполковник Залесский Иван Павлович (погиб)[3], 05.09.1942 — 20.12.1943
- гвардии майор Баскаков Константин Фёдорович[3], 21.12.1943 — 21.04.1944
- гвардии подполковник Смоляков Платон Ефимович[3], 21.04.1944 — 31.12.1945
- гвардии полковник Панченко, Пётр Петрович,  август 1966 - июнь 1967

## В составе соединений и объединений

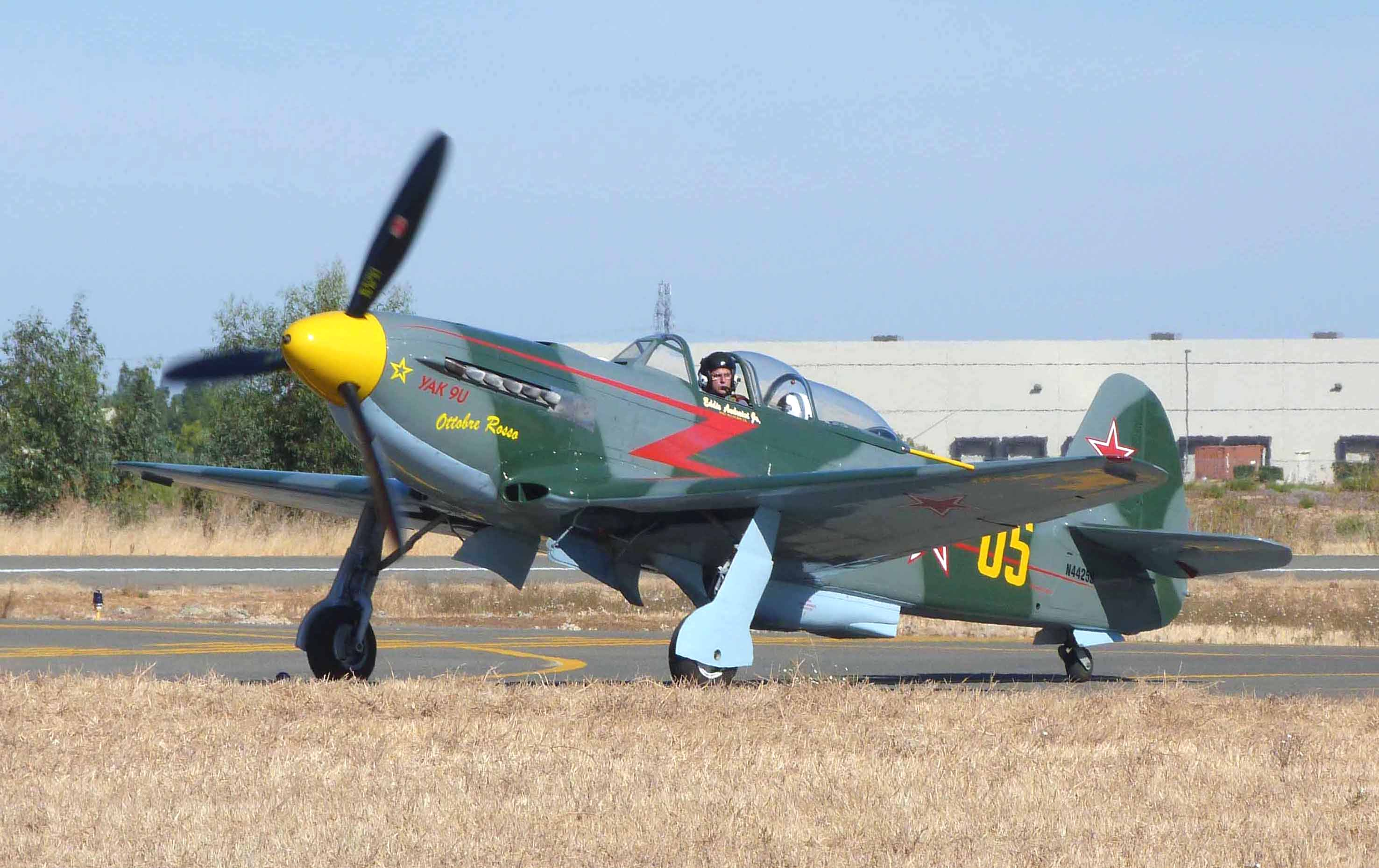
Як-9У

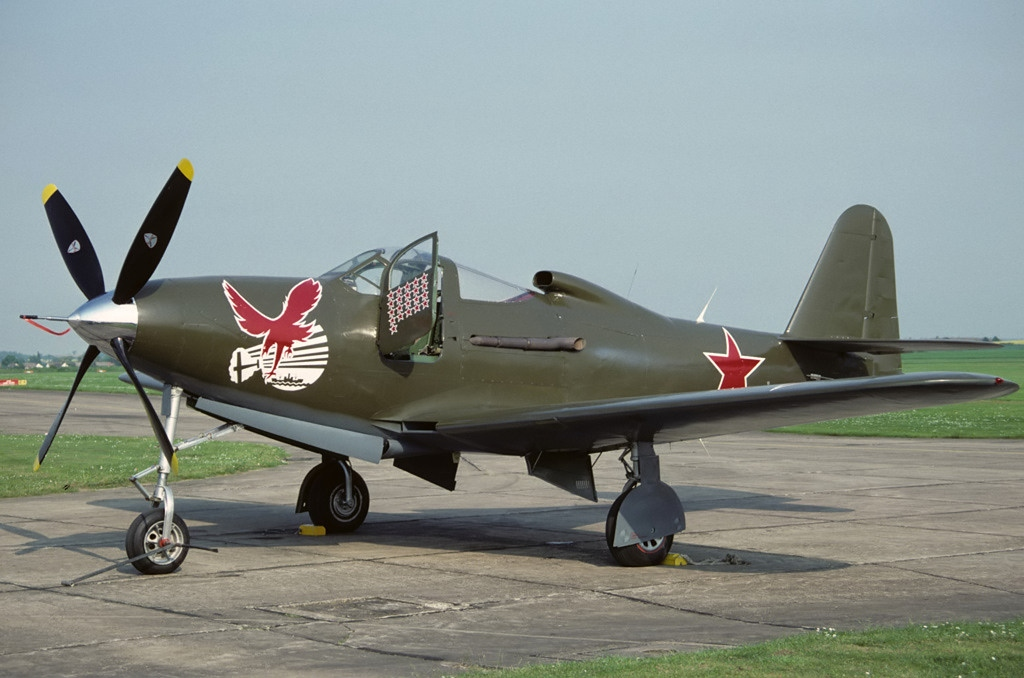
Bell RP-63C Kingcobra

| Период        | Фронт (округ)                                   | армия                | дивизия                                            | примечание                                                 |
| ------------- | ----------------------------------------------- | -------------------- | -------------------------------------------------- | ---------------------------------------------------------- |
| 01.01.1943 г. | Южный фронт                                     | 8-я воздушная армия  | 268-я истребительная авиационная дивизия           | Як-1                                                       |
| 18.03.1943 г. | Южный фронт                                     | 8-я воздушная армия  | 6-я гвардейская истребительная авиационная дивизия | Полк преобразован в гвардейский,Як-1                       |
| 20.10.1943 г. | 4-й Украинский фронт                            | ВВС фронта           | 6-я гвардейская истребительная авиационная дивизия | Як-1                                                       |
| 14.07.1944 г. | 1-й Украинский фронт                            | 2-я воздушная армия  | 6-я гвардейская истребительная авиационная дивизия | Як-9                                                       |
| 13.09.1944 г. | 2-й Украинский фронт                            | 5-я воздушная армия  | 6-я гвардейская истребительная авиационная дивизия | Як-9                                                       |
| 01.04.1944 г. | 2-й Украинский фронт                            | 5-я воздушная армия  | 6-я гвардейская истребительная авиационная дивизия | Як-3                                                       |
| 01.06.1945 г. | 2-й Украинский фронт                            | 5-я воздушная армия  | 6-я гвардейская истребительная авиационная дивизия | Чехословакия, Як-3                                         |
| 16.06.1945 г. | 2-й Украинский фронт                            | 5-я воздушная армия  | 6-я гвардейская истребительная авиационная дивизия | Чехословакия, переучивание на самолёты Bell P-63 Kingcobra |
| 16.08.1945 г. | Одесский военный округ                          | ВВС округа           | 6-я гвардейская истребительная авиационная дивизия | Bell P-63 Kingcobra                                        |
| 01.07.1946 г. | Одесский военный округ                          | ВВС округа           | 6-я гвардейская истребительная авиационная дивизия | Bell P-63 Kingcobra                                        |
| 23.10.1951 г. | Одесский военный округ                          | 48-я воздушная армия | 6-я гвардейская истребительная авиационная дивизия | Bell P-63 Kingcobra                                        |
| 28.10.1951 г. | Группа советских оккупационных войск в Германии | 24-я воздушная армия | 6-я гвардейская истребительная авиационная дивизия | Брандис, Германия, Bell P-63 Kingcobra                     |
| 09.11.1951 г. | Группа советских войск в Германии               | 24-я воздушная армия | 6-я гвардейская истребительная авиационная дивизия | переучивание на МиГ-15                                     |
| 15.07.1991 г. | Киевский военный округ                          | ВВС округа           | 138-я истребительная авиационная дивизия           | МиГ-29                                                     |
| 01.01.1992 г. | Киевский военный округ                          | ВВС округа           | 138-я истребительная авиационная дивизия           | МиГ-29, полк передан в состав ВВС Украины                  |

## Участие в сражениях и битвах
- Миусская операция — с 17 июля 1943 года по 2 августа 1943 года.
- Донбасская операция (1943) — с 13 августа 1943 года по 22 сентября 1943 года.
- Мелитопольская операция — с 26 сентября 1943 года по 5 ноября 1943 года.
- Никопольско-Криворожская операция — с 30 января 1944 года по 29 февраля 1944 года.
- Крымская операция (1944) — с 8 апреля 1944 года по 12 мая 1944 года.
- Львовско-Сандомирская операция — с 13 июля 1944 года по 3 августа 1944 года.
- Дебреценская операция — с 6 октября 1944 года по 28 октября 1944 года.
- Будапештская операция — с 29 октября 1944 года по 13 февраля 1945 года.
- Моравско-Остравская операция — с 10 марта 1945 года по 5 мая 1945 года.
- Венская операция — с 16 марта 1945 года по 15 апреля 1945 года.
- Братиславско-Брновская операция — с 25 марта 1945 года по 5 мая 1945 года.
- Пражская операция — с 6 мая 1945 года по 11 мая 1945 года.

## Почётные наименования
- 85-му гвардейскому истребительному авиационному полку 24 мая 1944 года За отличие в боях с немецкими захватчиками за освобождение города Севастополь приказом[4] ВГК присвоено почётное наименование «Севастопольский».

## Награды
- За образцовое выполнение заданий командования в боях с немецкими захватчиками, за овладение городом Дебрецен и проявленные при этом доблесть и мужество 85-й гвардейский истребительный авиационный Севастопольский полк Указом Президиума ВС СССР награждён орденом Богдана Хмельницкого II степени[5]
- За образцовое выполнение боевых заданий командования в боях с немецкими захватчиками при овладении городом Будапешт и проявленные при этом доблесть и мужество 85-й гвардейский истребительный авиационный Севастопольский ордена Богдана Хмельницкого полк награждён орденом «Боевого Красного Знамени»[6]

## Отличившиеся воины полка
- Бритиков Алексей Петрович, гвардии капитан, командир эскадрильи 85-го гвардейского истребительного авиационного полка 6-й гвардейской истребительной авиационной дивизии 5-й воздушной армии 15 мая 1946 года удостоен звания Герой Советского Союза. Золотая Звезда № 6325.
- Дзюба, Пётр Петрович, гвардии капитан, помощник командира 85-го гвардейского истребительного авиационного полка по воздушно-стрелковой службе 6-й гвардейской истребительной авиационной дивизии 8-й воздушной армии Южного фронта 1 ноября 1943 года удостоен звания Герой Советского Союза. Золотая Звезда № 1271.
- Константинов Анатолий Устинович, гвардии капитан, командир эскадрильи 85-го гвардейского истребительного авиационного полка 6-й гвардейской истребительной авиационной дивизии 5-й воздушной армии 15 мая 1946 года удостоен звания Герой Советского Союза. Золотая Звезда № 6327.
- Леонов Иван Дмитриевич, гвардии капитан, командир эскадрильи 85-го гвардейского истребительного авиационного полка 6-й гвардейской истребительной авиационной дивизии 8-й воздушной армии 1 ноября 1943 года удостоен звания Герой Советского Союза. Золотая Звезда № 1274.
- Люсин Владимир Николаевич, гвардии  старший лейтенант, командир звена 85-го гвардейского истребительного авиационного полка 6-й гвардейской истребительной авиационной дивизии 8-й воздушной армии 19 августа 1944 года удостоен звания Герой Советского Союза. Золотая Звезда № 2335.
- Мазан Михаил Семёнович, гвардии  капитан, заместитель командира эскадрильи 85-го гвардейского истребительного авиационного полка 6-й гвардейской истребительной авиационной дивизии 5-й воздушной армии 15 мая 1946 года удостоен звания Герой Советского Союза. Посмертно.

## Статистика боевых действий
Всего за годы Великой Отечественной войны полком:
| Выполнено боевых вылетов | Сбито самолётов в воздухе | Уничтожено самолётов всего |
| ------------------------ | ------------------------- | -------------------------- |
| 13683                    | 375                       | 398                        |

Свои потери:
| Потеряно самолётов, всего | Погибло лётчиков всего | Погибло лётчиков в воздушных боях | Не вернулись с боевого задания | Погибло при налётах и прочие небоевые потери | Погибло в авиакатастрофах и умерло от ран |
| ------------------------- | ---------------------- | --------------------------------- | ------------------------------ | -------------------------------------------- | ----------------------------------------- |
| 225                       | 91                     | 32                                | 45                             | 2                                            | 12                                        |

## Базирование полка
- Жидлоховице, Чехословакия, 05.1945 — 17.8.45
- Одесса, Одесская область, 17.8.45 — 10.51
- Мерзебург, Германия, 23.10.51 — 01.07.1991
- Фалькенберг, Германия, 01.07.91 — 15.7.91
- Староконстантинов, Хмельницкая область, 15.7.91 — 2003

## Самолёты на вооружении
| Период      | Самолёты       |
| ----------- | -------------- |
| 1938 — 1941 | И-16           |
| 1938 — 1941 | И-153          |
| 1941 — 1942 | МиГ-3          |
| 1942 — 1942 | ЛаГГ-3         |
| 1942 — 1944 | Як-1           |
| 1943 — 1946 | Як-9           |
| 1944 — 1946 | Як-3           |
| 1946 — 1951 | P-63 Kingcobra |
| 1951 — 1954 | МиГ-15         |
| 1954 — 1963 | МиГ-17Ф, ПФ    |
| 1963 — 1971 | МиГ-21ПФ       |
| 1971 — 1976 | МиГ-21СМТ      |
| 1976 — 1988 | МиГ-23М        |
| 1986 — 1992 | МиГ-29         |